# Шимакович, Иван Сергеевич
Иван Сергеевич Шимакович (бел. Іван Сяргеевіч Шымаковіч; род. 13 февраля 2005, Минск) — белорусский футболист, вратарь минского «Динамо».

## Карьера
Воспитанник футбольной академии минского «Динамо». В 2022 году футболист также стал попадать в заявки основной команды минского клуба. В сезоне 2023 года футболист стал выступать за дублирую.щий состав клуба. В начале 2024 года футболист был переведён в основной состав клуба в роли резервного игрока, а также отправился выступать за «Динамо-2». Дебютный матч за команду футболист сыграл 20 апреля 2024 года против  «Барановичей». В июле 2024 года футболист вместе с основной командой клуба отправился на квалификационные матчи Лиги чемпионов УЕФА и Лиги Европы УЕФА, откуда смогли попасть в общий этап Лиги конференций УЕФА. За основную команду клуба футболист дебютировал 13 октября 2024 года в матче против новополоцкого «Нафтана». Вместе с клубом футболист досрочно стал победителем чемпионата Беларуси. По итогу общего этапа Лиги конференций УЕФА футболист вместе с клубом не смог выйти в раунд плей-офф. На протяжении дебютного сезона футболист выступал за клуб в роли резервного вратаря, большую. часть матчей проведя за «Динамо-2».
В начале 2025 года футболист начинал готовиться к новому сезону как один из претендентов на роль основного вратаря. Новый сезон футболист начал 22 февраля 2025 года с победы за Суперкубок Беларуси, где в финале победили гродненский «Неман». Первый матч в чемпионате футболист сыграл 16 марта 2025 года против «Сморгони». 

## Международная карьера
В январе 2021 года футболист получил вызов в юношескую сборную Беларуси до 17 лет. Дебютировал за сборную футболист 3 февраля 2021 года в товарищеском матче против сборной Казахстана. В июне 2022 года футболист получил вызов в юношескую сборную Беларуси до 19 лет. Дебютировал за сборную футболист 11 июня 2022 года в товарищеском матте против сборной Узбекистана. Вместе со сборной футболист принимал участие в квалификационные матчах юношеского чемпионата Европы. Также футболист сыграл 20 ноября 2022 года в составе юношескую сборную Беларуси до 18 лет против сборной России.
В марте 2025 года футболист получил вызов в молодёжную сборную Беларуси. Дебютировал за сборную футболист 25 марта 2025 года в товарищеском матче против сборной Турции.

## Достижения
«Динамо» Минск
- Чемпион Беларуси: 2024
- Обладатель Суперкубка Беларуси: 2025